# 宁远堂
宁远堂是一处保存完好的古民居建筑，建于清代,已公布为歙县文物保护单位，位于中国安徽省黄山市歙县北岸镇瞻淇村。